# Cirrus castellanus

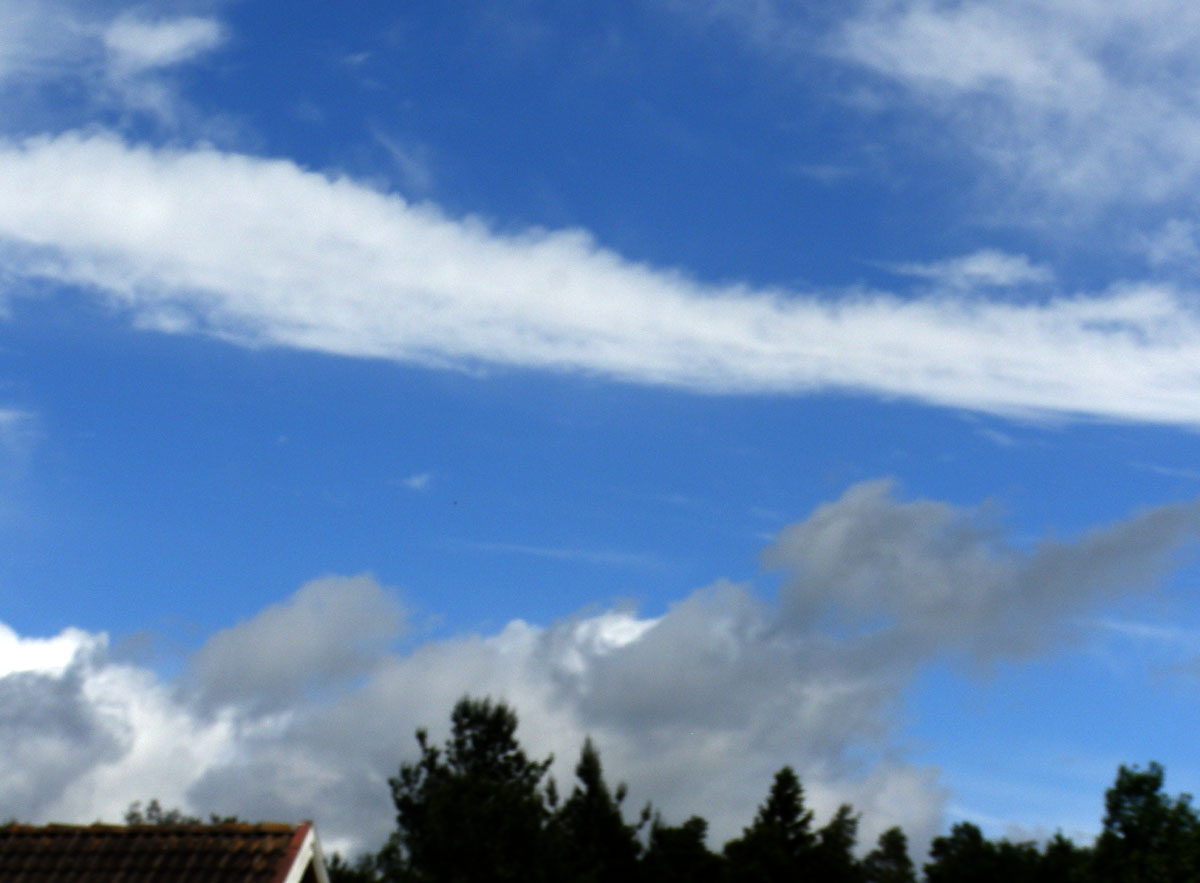
Cirrus Castellanus

Cirrus castellanus é um tipo de cirrus. Seu nome é proveniente da palavra castellanus, o que significa um forte, ou um castelo, em Latim. Como todas as nuvens cirrus, elas são comuns em grandes altitudes. Elas se parecem com torres separadas, subindo das bases das nuvens. Muitas vezes essas torres de nuvens se formam em linhas, e elas podem ser mais altas do que largas. Elas tem tendências de serem densas, quando estão se formando. Este tipo de nuvem indica instabilidade atmosférica.